# خایرو آریاس
خایرو آریاس (اسپانیایی: Jairo Arias‎؛ زادهٔ ۲۹ نوامبر ۱۹۳۶) بازیکن فوتبال اهل کلمبیا است.
از باشگاه‌هایی که در آن بازی کرده‌است می‌توان به باشگاه فوتبال اتلتیکو ناسیونال، باشگاه فوتبال اونس کالداس، و باشگاه فوتبال سانتا فه اشاره کرد.
وی همچنین در تیم ملی فوتبال کلمبیا بازی کرده‌است.